# Кудемская узкоколейная железная дорога
Кудемская узкоколейная железная дорога — лесовозная узкоколейная железная дорога в городском округе «Северодвинск» Архангельской области. Ширина колеи 750 мм. Неэлектрифицированная. Максимальная длина 108 км, эксплуатируется в настоящее время 35 км. Год открытия: 1949 год. Пассажирское движение, грузовое движение.

## История
Первый участок Кудемской узкоколейной железной дороги был открыт в 1949 году. Начальным пунктом был город Молотовск (ныне Северодвинск), общая протяжённость Кудемской узкоколейной железной дороги превышала 100 километров. На дороге возникли два главных лесных посёлка — Белое Озеро и Палозеро. Главной станцией стала станция Белое Озеро. Первоначально дорога относилась к Северодвинскому леспромхозу. В посёлке Белое Озеро размещался Кудемский лесопункт. Летом 1985 г. в леспромхозе работал студенческий строительный отряд исторического факультета МГУ им. М.В. Ломоносова "Славяне-85" (командир С.В. Шульц). Его местом дислокации была школа на Палозере, а проводимые работы связаны с восстановлением ветки УЖД (мастер Давыдов). В 1990-е годы леспромхоз назывался Урзугским (от названия реки Большая Урзуга). По состоянию на 1997 год, он представлял собой АО «Урзугалес».
- Тепловоз везет рабочих, 1968 год
- Тепловоз ТУ4, леспромхоз, машинист И.И.Борта, 1968 год
- Мотовоз, машинист А.И.Мартынович,1968 год

### Современное состояние
Состояние на 2005 год, леспромхоз ликвидирован, добыча леса в минимальном объёме ведётся иными организациями. Белое Озеро — главная станция железной дороги, здесь находятся депо и диспетчерская. В 2010 году узкоколейная железная дорога попала в рейтинг «10 самых красивых железнодорожных маршрутов планеты». В 2013 году был приобретен новый пассажирский вагон ВП750. В 2021 году за счёт средств городского бюджета Северодвинска был приобретён новый тепловоз ТУ8-0543.
Состояние на 2025 год: пассажирский поезд курсирует от Водогона до Белого Озера по расписанию в понедельник, среду, пятницу, субботу и воскресенье. Отправление со станции Водогон в 17:00 по будням, в 16:00 в субботу, в 18:30 в вокресенье. Отправление со станции Белое Озеро в 8:00, в воскресенье в 16:30. Время в пути - 1 час 30 минут. На участке от Белого Озера до Палозера регулярное движение не осуществляется, проезд возможен только на съёмной дрезине. Далее Палозера пути разобраны.

## Станции и остановочные пункты

### Магистральное направление
- Станция Кудьма (нижний склад леспромхоза, стыкование с путями широкой колеи, на данный момент не действует, пути разобраны)
- Станция Водогон (городская пассажирская станция)
- Станция Пихталы (не действует)
- Белое Озеро (главная станция дороги)
- Станция Палозеро

Узкоколейная станция Водогон находится на западной окраине города Северодвинск, у пересечения узкоколейки и автодороги Северодвинск — Онега. Севернее Водогона была станция Кудьма с нижним складом леспромхоза, который распродали в 1990-х годах (тогда же разобрана и ветка до Кудьмы). Вывозка леса полностью прекращена. Посёлок Палозеро превращён в дачный.

## Подвижной состав

### Локомотивы
- ТУ8 — № 0284, 0332, 0543

### Вагоны
- Крытый вагон
- Вагон-цистерна
- Вагоны-платформы
- Вагоны ПВ40 и ВП750
- Открытые вагоны для перевозки пассажиров на базе платформ (используются только в летний период)
- Вагоны-платформы для перевозки леса

Путевые машины:
- Снегоочиститель узкоколейный

### Частные средства передвижения
- Самодельные «пионерки»

## Фотогалерея
- Новый пассажирский вагон ВП750
- Магистраль УЖД
- Магистраль УЖД
- Вокзал ст. Белое Озеро
- Станция Белое Озеро
- Магистраль УЖД
- Пассажирский поезд Водогон - Белое Озеро
- Платформы, гружённые лесом, станция Водогон
- Железнодорожный переезд
- Магистраль УЖД
- Магистраль УЖД
- Платформы, гружённые лесом, станция Водогон

### Карты
- Топографическая карта Q-37-33.34.